# مولازانا
مولازانا (بالإيطالية: Molazzana)‏ هي كومونا في مقاطعة لكة بمنطقة تسكانة الإيطالية، وتقع على بعد 70 كيلومترًا (43 ميلًا) شمال غرب فلورنسا، و25 كيلومترًا (16 ميلًا) شمال غرب لكة.